# بوتري إندونيسيا 2020
بوتري إندونيسيا 2020 هي نسخة الرابعة والعشرين في تاريخ مسابقة بوتري إندونيسيا منذ انطلاقتها عام 1992 ، أقيمت مسابقة في 6 مارس 2020 في مركز جاكرتا للمؤتمرات في جاكرتا ، إندونيسيا. في نهاية الحدث توجت رادين رورو أيو موليدا بوتري من جاوة الشرقية من قبل فريدريكا أليكسيس كول حاملة لقب مسابقة بوتري إندونيسيا 2019، لتكون المرشحة لتمثل بلدها إندونيسيا في مسابقة ملكة جمال الكون 2020. حيث صنفت ضمن أفضل 20 متأهلاً للتصفيات النهائية.

## النتائج

### المراكز النهائية
| النتائج النهائية                                             | المتنافسة |
| ------------------------------------------------------------ | --- |
| بوتري إندونيسيا (ملكة جمال إندونيسيا)                        | - جاوة الشرقية - رادين رورو أيو موليدا بوتري |
| بوتري إندونيسيا لينكونان (ملكة جمال إندونيسيا العالمية)      | - بالي - بوتو أيو ساراسواتي |
| بوتري إندونيسيا باريويزاتا (ملكة جمال إندونيسيا سوبرناشونال) | - جاوة الوسطى - جيهان الميرا شديد |
| أفضل 6                                                       | - الأميرة الأولى · سومطرة الغربية - لويز كاليستا ويلسون-اسكندر - الأميرة الثانية · نوسا تنقارا الشرقية - أنجيل فيرجينيا بويلان - الأميرة الثالثة · مالوكو - يوان كلارا تيكين                         |
| أفضل 11                                                      | - كالمنتان الشرقية - ديانيسا شهرزاد § - سومطرة الشمالية - ميجنا شارما - سولاوسي الجنوبية - كارينا بريسيلا ويجايا - كالمنتان الغربية - أوليفيا بوتري لينارثا ليم - بابوا الغربية - هيفانلي سلوان ليها |

## لجنة الاختيار
كان هناك عشرة أعضاء في لجنة الاختيار:
- كوسوما ديوي سوتانتو - رئيس لجنة التحكيم ، رئيس قسم التعليم في المؤسسة بوتري إندونيسيا
- ميغا أنغكاسا - سكرتير لجنة التحكيم ، موستيكا راتو رئيس الاتصالات والعلاقات العامة في بوتري إندونيسيا
- كوسوما إيدا أنجاني - رئيس اللجنة المنظمة بوتري إندونيسيا
- سونيا فيرجينا سيترا - بوتري إندونيسيا 2018 و ضمن أفضل 20 متاسبقة في مسابقة ملكة جمال الكون 2018 من بانجكا بيليتونج
- بيا فورتزباخ - ملكة جمال الكون 2015 - من الفلبين
- ويشنوتاما كوسوبانديو -  وزير السياحة والاقتصاد الإبداعي في جمهورية إندونيسيا
- إريك ثوهير -  وزير الشركات المملوكة للدولة في جمهورية إندونيسيا
- بامبانغ سويساتيو -  رئيس مجلس ممثلي الشعب بجمهورية إندونيسيا
- أي غوستي أيو بينتانغ دارماواتي -  وزيرة تمكين المرأة وحماية الطفل في جمهورية إندونيسيا
- تريوان موناف - رئيس مجلس المفوضين في شركة غارودا إندونيسيا